# DIMM
雙列直插式記憶體模組或雙線記憶體模組（Dual In-line Memory Module，簡稱DIMM）是指一系列由動態隨機存取記憶體（DRAM）組成的模組。DIMM通常是數顆至數十顆DRAM晶片焊接安裝於一塊已製作好電路的印刷電路板的形式，用於個人電腦、工作站、伺服器。相比SIMM兩邊針腳相連在一起，DIMM兩邊針腳是獨立的。SIMM的數據總線為32-bit寬度，DIMM則是64-bit寬度。

## 常見的DIMM類別
- 72-pin SO-DIMM（不同于72-pin SIMM），用于FPM DRAM和EDO DRAM
- 100-pin DIMM，用于打印机SDRAM
- 144-pin SO-DIMM，用于SDR SDRAM
- 168-pin DIMM，用于SDR SDRAM（在工作站/服务器中少量用于FPM/EDO DRAM，可能3.3或5V）
- 172-pin MicroDIMM，用于DDR SDRAM
- 184-pin DIMM，用于DDR SDRAM
- 200-pin SO-DIMM，用于DDR SDRAM和DDR2 SDRAM
- 204-pin SO-DIMM，用于DDR3 SDRAM
- 214-pin MicroDIMM，用于DDR2 SDRAM
- 240-pin DIMM，用于DDR2 SDRAM、DDR3 SDRAM和FB-DIMM DRAM
- 244-pin MiniDIMM，用于DDR2 SDRAM
- 288-pin U-DIMM/R-DIMM, 用于DDR4 SDRAM
- 260-pin SO-DIMM 用于DDR4 SDRAM

## DDR SDRAM

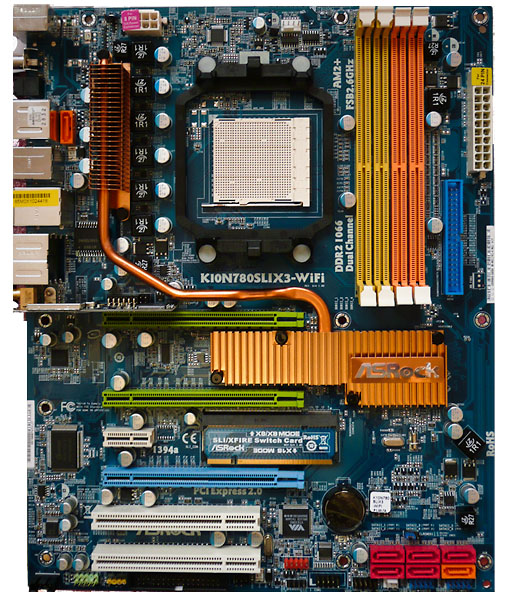
擁有4條DDR2 DIMM插槽的主機板

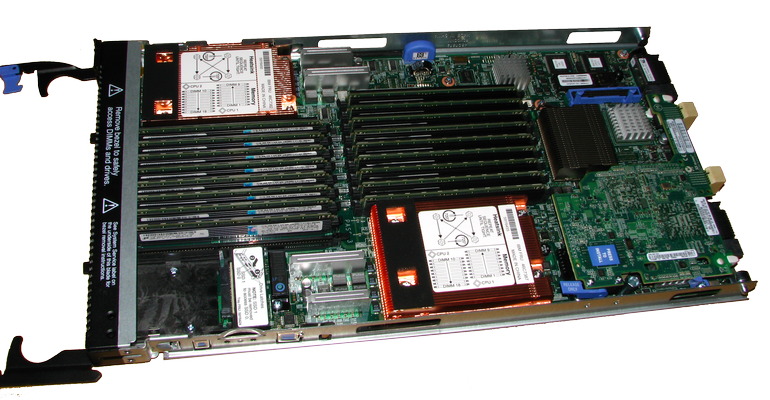
刀片伺服器內的記憶體

絕大部份個人電腦及工作站及伺服器都是使用DDR DIMM，包括DDR1、DDR2、DDR3和DDR4。這便是最常見的DIMM。
一般個人電腦採用雙通道記憶體，一條通道有64-bit寬度，每條通道支援兩條DIMM，因此共有4條DIMM插槽。
伺服器採用Registered RAM，使得每條通道可支援多條DIMM。

## 外部連結
- How to Install PC Memory guides（页面存档备份，存于）（英文）
- Very Low Profile (VLP) DDR2 Whitepaper (PDF)（页面存档备份，存于）（英文）
- 記憶體插槽演化史，從體積、功能區分RAM插槽規格，DIP、DIMM、VLP、FBDIMM你認識多少？（页面存档备份，存于）（中文）
- 圖解RAM結構與原理，系統記憶體的Channel、Chip與Bank（页面存档备份，存于）（中文）